# Estnisk-ortodoxa kristna kyrkan
Estnisk-ortodoxa kristna kyrkan (estniska: Eesti Kristlik Õigeusu Kirik) är en halvautonom östlig ortodox kristen kyrka under Moskvapatriarkatet (Rysk-ortodoxa kyrkan). 
Till skillnad från Estlands apostoliska ortodoxa kyrka har man huvuddelen av sina medlemmar bland landets rysktalande invånare.

## Historik
I maj 2007 hörsammade man uppmaningen från patriarken i Moskva att inte sända representanter till den ekumeniska välsignelseakten av ett omstritt krigsmonument på Tallinns militära begravningsplats.

## Överhuvud
Kyrkans ledare, metropoliten Kornelius, framförde kyrkans missnöje med ceremonin till den estniska regeringen.

## Bilder

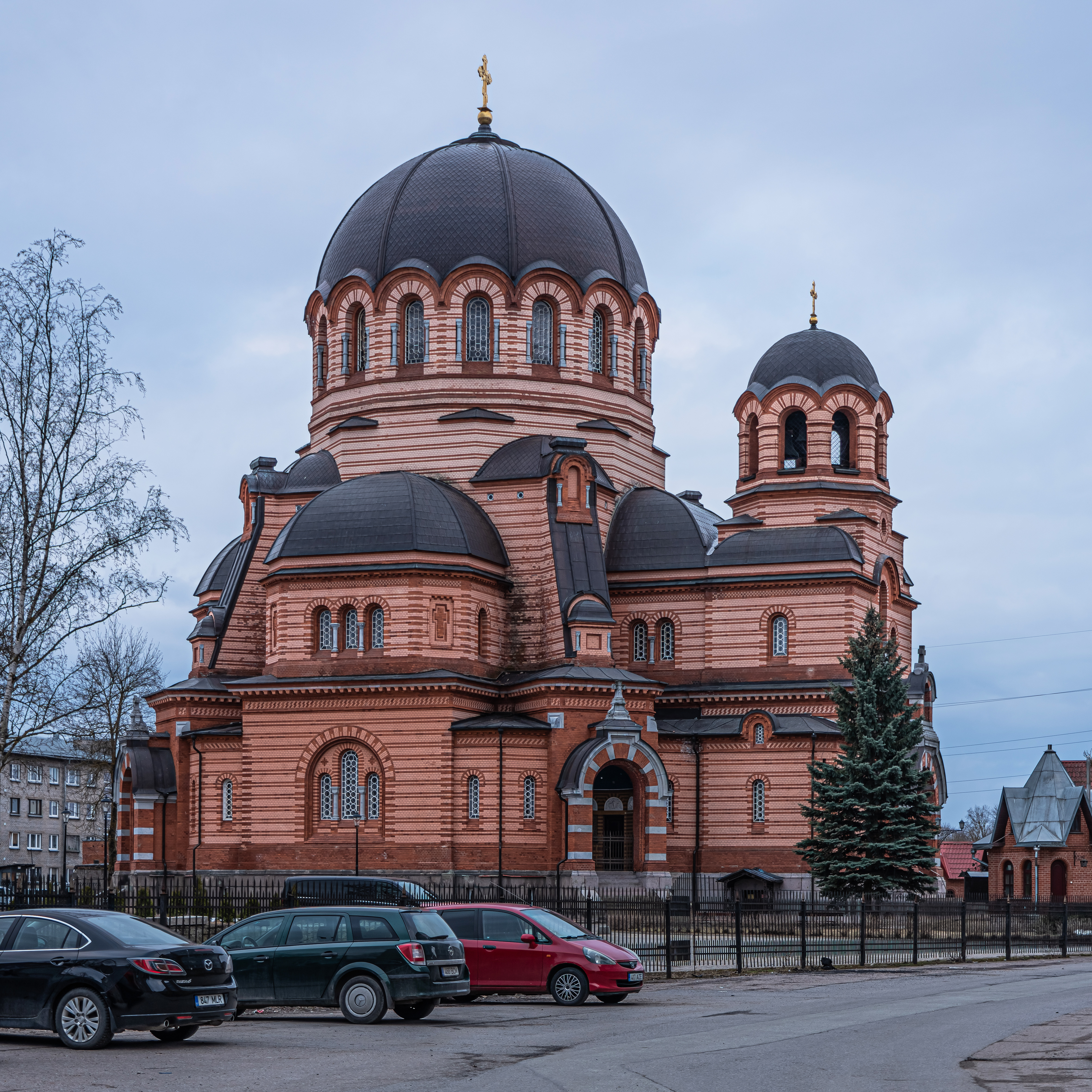
Uppståndelsekatedralen i Narva.
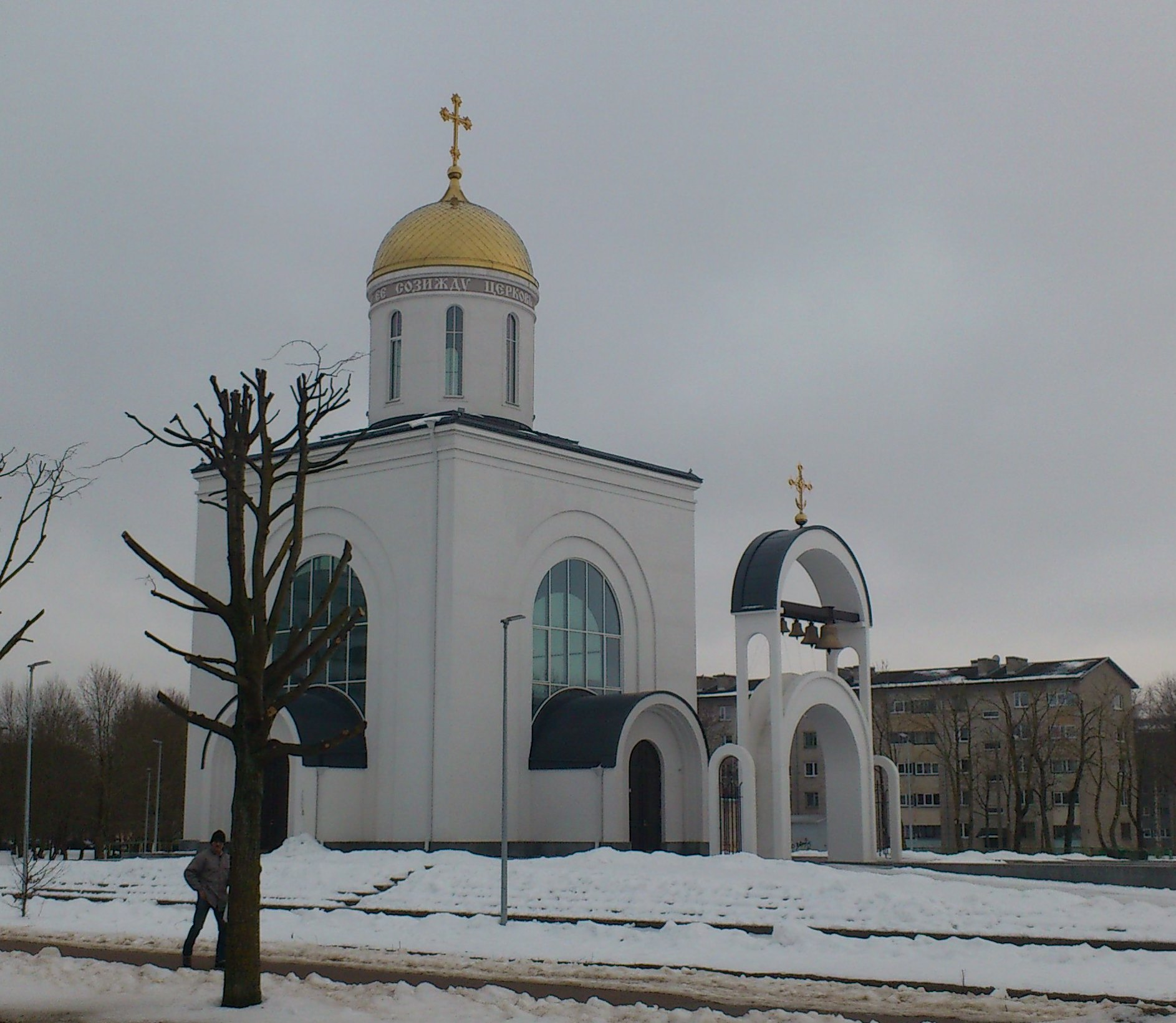
De tolv heliga apostlarnas kyrka i Narva.